# Kilbotn
Kilbotn är en tidigare tätort i Harstads kommun i Troms fylke i norra Norge. Orten ligger vid fylkesväg 7744, vid sidan av riksväg 83, på östra sidan av ön Hinnøya, söder om staden Harstad.
Sedan 2002 räknas bebyggelsen i orten som en del av tätorten Harstad.
Tidigare har orten tillhört dåvarande Trondenes kommun, därefter dåvarande Sandtorgs kommun.